# Roland Edling
Roland Edling, född Ernst Roland Edling 4 september 1931 i Björkö-Arholma församling, död 30 oktober 1973 i Stockholm, var en svensk kompositör och musiker. Han har bland annat skrivit musik till filmerna Fly mej en greve (1959) och Salta gubbar och sextanter (1965).